# Conde das Antas
Conde das Antas é um título nobiliárquico criado por D. Maria II de Portugal, por Decreto de 16 de Maio de 1838, em favor de Francisco Xavier da Silva Pereira, antes 1.º Barão das Antas e 1.º Visconde das Antas.
Titulares
1. Francisco Xavier da Silva Pereira, 1.º Barão, 1.º Visconde e 1.º Conde das Antas;
2. Francisco Xavier da Silva Pereira Júnior, 2.º Conde das Antas;
3. Fernando Augusto de Rávago y Santisteban da Silva Pereira, 3.º Conde das Antas.

Após a Implantação da República Portuguesa, e com o fim do sistema nobiliárquico, usaram o título: 
1. Carlos Bon de Sousa de Melo e Castro, 4.º Conde das Antas, 3.º Visconde de Pernes;
2. António Maria de Lancastre de Melo e Castro, 5.º Conde das Antas, 4.º Visconde de Pernes.